# Urago d'Oglio
Urago d'Oglio (Öràc d'Òi in dialetto bresciano) è un comune italiano di 3 821 abitanti della provincia di Brescia in Lombardia.

## Geografia fisica

### Territorio
Il comune di Urago d'Oglio è situato nella pianura bresciana occidentale, al confine con la provincia di Bergamo, su quote comprese tra i 107 m s.l.m. e i 144 m s.l.m. Si estende su una superficie di 10,64 km².
- Classificazione sismica: zona 2 (sismicità medio-alta)[7].

### Clima
Urago d'Oglio appartiene alla zona climatica E.

## Storia
La zona era già abitata milleottocento anni prima di Cristo, da un avamposto dei liguri, di cui sono stati ritrovati i resti dell'insediamento a Castellaro. Oltre mille anni dopo, a questa popolazione subentrarono i Galli Cenomani, probabili fondatori del paese (la declinazione Ago indica generalmente origine celtica) che si allearono coi romani, fondendosi in essi.
Dopo le invasioni barbariche la zona passò al vescovo di Cremona, entrando il 26 agosto 1366 a far parte del feudo della Calciana di Donna Regina della Scala. Suddiviso il medesimo in Condominio fra i Martinengo, i Secco, i Barbi, ed i Pallavicini, Urago fu retto dai Gisalberti, conti di Martinengo. Sotto il controllo dei fratelli Antonio e Leonardo Martinengo, la rocca e la cittadina di Urago furono messi sotto assedio dall'esercito visconteo guidato da Carlo Malatesta ed occupato dai suoi capitani, Cristoforo Lavello ed Alberico da Barbiano, nel pomeriggio del 12 ottobre 1427. Nelle medesime ore a Maclodio il Malatesta subì la disfatta per opera dell'esercito veneto guidato dal Carmagnola e, convinti di non poter tenere a lungo il borgo, i due capitani milanesi si risolsero ad abbandonarlo, non prima però di aver dato alle fiamme la rocca.
Nel 1774 fu staccato dalla pieve di Calcio per passare alla diocesi di Brescia, nel 1796 i francesi occupavano la parte occidentale del feudo della Calciana, il 31 marzo dell'anno successivo anche Urago entrava a far parte della Repubblica Bresciana, ponendo fine ad un'indipendenza durata 431 anni. Poco a sud di Urago esiste ancora una collina artificiale, "costruita" con i corpi dei tremila soldati francesi caduti nella battaglia di Chiari, accatastati e poi ricoperti di terra. In cima a ricordo dell'evento, è stata edificata la chiesetta dei "Morti in Campo".

### Simboli
Lo stemma e il gonfalone del Comune di Urago d'Oglio sono stati concessi con decreto del presidente della Repubblica del 27 novembre del 1992.
Il gonfalone è un drappo partito di azzurro e di bianco.

## Monumenti e luoghi d'interesse

### Architetture civili

#### Castello
La principale architettura locale è il castello, fatto costruire dai Martinengo nel corso del XV secolo. Elaborato più volte nel corso del tempo, la fortificazione conserva un torrione d'entrata, una piccola loggia e due cortili. Fino all'Ottocento era ancora possibile osservare un fossato che, all'occorrenza, poteva essere allagato.

### Architetture religiose
- Chiesa di San Lorenzo Martire;
- Chiesa dei Morti in Campo.

## Società

### Evoluzione demografica
Abitanti censiti

### Etnie e minoranze straniere
Al 31 dicembre 2015 gli stranieri residenti nel comune sono 754, ovvero il 19,45% della popolazione. Di seguito sono riportati i gruppi più consistenti:
1. Kosovo, 228
2. Marocco, 157
3. Albania, 122
4. India, 76
5. Romania, 74
6. Tunisia, 24

### Lingue e dialetti
Nel territorio di Urago d'Oglio, accanto all'italiano, è parlata la lingua lombarda prevalentemente nella sua variante di dialetto bresciano.

## Infrastrutture e trasporti
Il territorio comunale è attraversato dalla strada statale 11 Padana Superiore. Da Urago d'Oglio si diramano la strada provinciale 469 Sebina occidentale, diretta a Palazzolo sull'Oglio, e la strada provinciale 2 che collega il paese a Orzinuovi.

## Sport

### Pallacanestro
- A.S.D. Urago Basket.
- ex polisportiva
- campi da paddle